# گرتا شرودر
گرتا شرودر (انگلیسی: Greta Schröder؛ ۲۷ ژوئن ۱۸۹۲ – ۱۳ آوریل ۱۹۶۷) هنرپیشه اهل آلمان بود. از فیلم‌هایی که وی در آن نقش داشته است، می‌توان به نوسفراتو و ماریتزا اشاره کرد.